# Nordheim (Bas-Rhin)
Nordheim ist eine französische Gemeinde mit 940 Einwohnern (Stand 1. Januar 2021) im Département Bas-Rhin in der Region Grand Est (bis 2015 Elsass). Sie gehört zum Kanton Molsheim und ist Mitglied des Gemeindeverbands Communauté de communes de la Mossig et du Vignoble.

## Lage
Nordheim liegt gut 20 Kilometer nordwestlich von Straßburg in der Oberrheinebene am Ostrand der Vogesen.
In der Nähe von Nordheim befindet sich auf dem Stephansberg der Sender Nordheim. Die dort ausgestrahlten Programme können in Teilen der deutschen Bundesländer Saarland und Baden-Württemberg empfangen werden.

## Geschichte
Von 1871 bis zum Ende des Ersten Weltkrieges gehörte Nordheim als Teil des Reichslandes Elsaß-Lothringen zum Deutschen Reich und war dem Kreis Molsheim im Bezirk Unterelsaß zugeordnet.
Die Gemeinde gehörte ab 2003 dem neun Jahre zuvor gegründeten Gemeindeverband Communauté de communes de la Porte du Vignoble an, der 2017 in der Communauté de communes de la Mossig et du Vignoble aufging.
| Jahr      | 1910 | 1962 | 1968 | 1975 | 1982 | 1990 | 1999 | 2009 | 2017 |
| Einwohner | 718  | 505  | 515  | 530  | 621  | 637  | 732  | 790  | 887  |

## Persönlichkeiten
- Johann David Börner (1762–1829), französischer General, verbrachte seinen Ruhestand in Nordheim und starb hier auch.
- Gregor Rippel (1681–1729), Theologe und Geistlicher, wirkte als Pfarrer in Nordheim.